# Апис (цар)
Вижте пояснителната страница за други значения на Апис.
Апис (на гръцки: Ἄπις; на латински: Apis) е син на Фороней и нимфата Теледика или Лаодика и в древногръцката митология цар на Аргос. Сестра му e Ниоба.
Той поема от баща си Фороней владението над Пелопонес и дава на територията името Апиа. Понеже управлява тирански, е убит от Телксион и Телхин. Умира бездетен. След смъртта му е наречен Серапис. Неговото убийство е отмъстено по-късно от Аргос Паноптес. На трона се възкачва Аргос, синът на неговата сестра Ниоба.